# Llista de banderes municipals de la Garrotxa
Llista de les banderes oficials dels municipis de la comarca de la Garrotxa.
| Bandera d'Argelaguer     | Bandera d'Argelaguer                |
| Bandera de Besalú        | Bandera de Besalú                   |
| Beuda                    | Bandera de Beuda                    |
| Castellfollit de la Roca | Bandera de Castellfollit de la Roca |
| Mieres                   | Bandera de Mieres                   |
| Montagut i Oix           | Bandera de Montagut i Oix           |
| Sant Aniol de Finestres  | Bandera de Sant Aniol de Finestres  |
| Sant Feliu de Pallerols  | Bandera de Sant Feliu de Pallerols  |
| Sant Ferriol             | Bandera de Sant Ferriol             |
| Sant Jaume de Llierca    | Bandera de Sant Jaume de Llierca    |
| Santa Pau                | Bandera de Santa Pau                |
| la Vall de Bianya        | Bandera de la Vall de Bianya        |